# Paul Gustaf Norin
Paul Gustaf Norin, född 5 februari 1780 i Nyköping, Södermanlands län, död 1 augusti 1849 i Tjällmo församling, Östergötlands län, var en svensk häradshövding.

## Biografi
Norin föddes 1780 i Nyköping. Han arbetade från 1840 till 1849 som häradshövding i Bobergs, Gullbergs, Bråbo och Finspånga läns häraders domsaga. Norin avled 1849 i Tjällmo församling.